# 若望-類斯·托朗
若望-類斯·托朗樞機（法語：Jean-Louis Tauran；1943年4月5日—2018年7月5日）是法國籍天主教司鐸級樞機、總務樞機和宗座宗教協談理事會主席。

## 生平

### 早期生活
托朗於1943年4月5日在法國吉倫特省西南的港口城市波爾多出生。他在進教區修院後不久到黎巴嫩一所寄宿學校短期教暫。他就讀於羅馬的宗座額我略大學並獲得哲學、神學和教會法博士學位。他還於羅馬的宗座傳教士學院和法國圖盧茲天主教大學就讀。

### 晉鐸
他於1969年9月20日在波爾多總教區晉鐸。他在堂區服務了四年後被送回羅馬，在宗座教會學院接受培育成為一位聖座外交家。並在1975年，進入聖座國務院的負責外交服務。1975年至1978年及1979年至1983年，他曾擔任多明尼加和黎巴嫩聖座駐大使館秘書。
在1983年，他任成為聖教會公共事務委員會官員，然後在1984年和1986年分別任參與海地、貝魯特和大馬士革的特派團。他也是歐洲安全與合作組織會議、在斯德哥爾摩的裁軍談判會議和在之後於布達佩斯和維也納的文化論壇梵蒂岡代表團成員。

### 晉牧
他於1991年1月6日晉牧，並獲教宗若望保祿二世任命為聖座國務秘書，領泰勒普特領銜總教區總主教銜。作為聖座國務秘書，他基本上是擔任聖座的外交大臣。他在關於伊拉克戰爭曾經強調伊拉克與聯合國對話的重要性。

### 擢升樞機
他於2003年10月21日獲擢升為執事級樞機。2003年至2007年間，他曾擔任梵蒂岡機密檔案館與梵蒂岡宗座圖書館總負責人。由於保祿·普帕爾樞機榮休，因此他於2007年6月25日接任宗座宗教協談理事會主席。2011年2月21日至2014年6月12日期間曾任樞機團首席助祭。
他曾參與2005年及2013年教宗選舉秘密會議，當時分別選出的是教宗本篤十六世和教宗方濟各。方濟各於2014年6月12日將他冊封為司鐸級樞機。2014年12月20日起，他接替榮休的塔爾奇西奧·貝爾托內樞機兼任總務樞機。

### 晚年與去世
他於2015年患上帕金森病及脊柱側凸並曾在美國接受治療。他於2018年7月5日在美國康涅狄格州哈特福德的方濟各會聖體修女院去世，終年75歲。